# 데프 레퍼드
데프 레퍼드(Def Leppard)는 1977년 셰필드에서 결성된 영국의 하드 록 밴드이다. 1992년부터 밴드는 조 엘리엇(리드 보컬), 릭 새비지(베이스, 백 보컬), 릭 앨런(드럼, 백 보컬), 필 콜린(기타, 백 보컬), 비비언 캠벨(기타, 백 보컬)로 구성되어 있고, 그 밴드의 가장 오래 지속되는 라인업이다.
이 밴드의 가장 강력한 상업적 성공은 1980년대 초반에서 1990년대 초반 사이에 이루어졌다. 이들의 1981년 음반 《High 'n' Dry》는 로버트 존 "머트" 랭이 프로듀싱하여 그들의 스타일을 정의하는데 도움을 주었으며, 이 음반의 두드러진 트랙인 〈Bringin' On the Heartbreak〉은 1982년 MTV에서 방영된 최초의 록 비디오 중 하나가 되었다. 이 밴드의 다음 스튜디오 음반인 《Pyromania》는 1983년 1월에 〈Photograph〉와 〈Rock of Ages〉이 리드 싱글로 발매되었다. 미국에서는 《Pyromania》가 다이아몬드(10× 플래티넘) 인증을 받아 당시 가장 인기 있는 음악 그룹 가운데 데프 레퍼드가 되었다. 2003년에 이 음반은 《롤링 스톤 역사상 가장 위대한 음반 500장》에서 384위에 올랐다.

## 음반 목록

### 정규
- 《On Through the Night》 (1980)
- 《High 'n' Dry》 (1981)
- 《Pyromania》 (1983)
- 《Hysteria》 (1987)
- 《Adrenalize》 (1992)
- 《Slang》 (1996)
- 《Euphoria》 (1999)
- 《X》 (2002)
- 《Yeah!》 (2006)
- 《Songs from the Sparkle Lounge》 (2008)
- 《Def Leppard》 (2015)
- 《Diamond Star Halos》 (2022)

## 같이 보기
- 가장 많은 음반을 판 음악가 목록